# Ildikó Lendvai
Ildikó Lendvai, född 20 juli 1946 i Debrecen, är en ungersk politiker. Mellan 5 april 2009 och 10 juli 2010 var hon partiledare för Ungerns socialistiska parti. Hon avgick efter parlamentsvalet 2010 och efterträddes då av Attila Mesterházy.
Lendvai är utbildad lärare. 1974 blev hon medlem i Ungerns socialistiska arbetarparti, föregångaren till Ungerns socialistiska parti. Hon har varit parlamentsledamot sedan 1994.